# Michael Ophovius

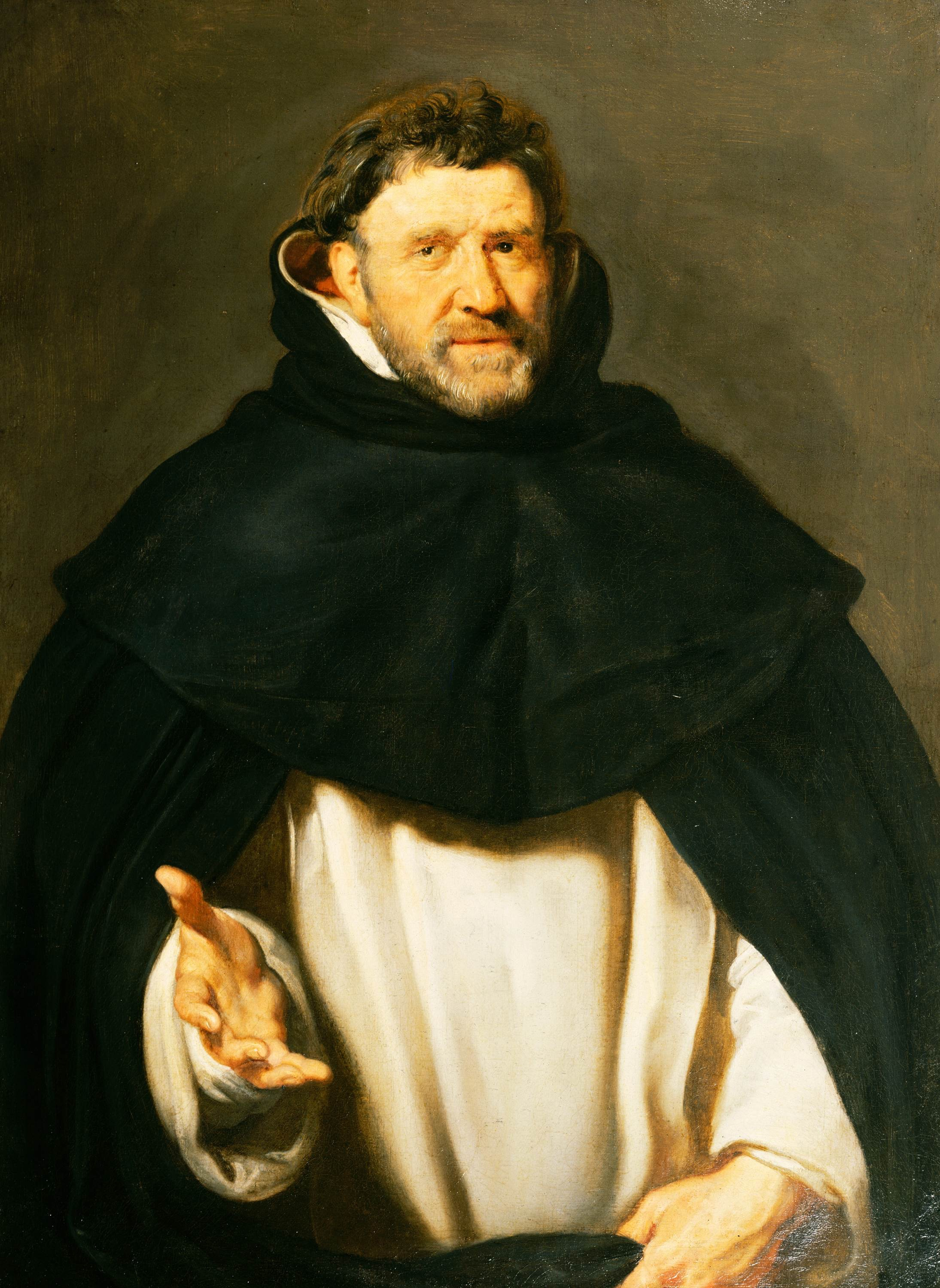
Michael Ophovius door Peter Paul Rubens

Michael van Ophoven O.P., ook Michael Ophovius genaamd, ('s-Hertogenbosch, vermoedelijk gedoopt 22 januari 1570 - Lier, 4 november 1637) was een Nederlands geestelijke en een bisschop van de Rooms-Katholieke Kerk.

## Vroege leven
Michael Ophovius groeide op in een gezin dat in zijn bestaan voorzag door een weverij te exploiteren en handel in linnen te drijven. Hij volgde de Latijnse School van de Broeders des Gemenen Levens en in 1583 ontving hij de tonsuur, waarmee hij geestelijke was. In 1585 trad hij in bij de dominicanen te Antwerpen en studeerde daar theologie. Op 13 maart 1593 werd hij tot priester gewijd.
Hij werd lector aan het Dominicaans studiehuis te Leuven, en in 1597 werd hij naar Bologna gestuurd, waar hij verder studeerde aan de Dominicaanse Universiteit. Vervolgens keerde hij terug naar Antwerpen, waar hij in 1601 tot inquisiteur werd benoemd. In 1611 werd hij provinciaal van de Orde, en Prior in Antwerpen als opvolger van Hendrik van Deventer. Zijn missie bestond erin om de kloostertucht te herstellen en nieuwe onderwijsinstellingen instelde, met name te Lier.
Ophovius' belangstelling ging vooral uit naar de missie in de Republiek der Verenigde Nederlanden, de zogenaamde Hollandse Zending. In februari 1623 werd hij te Heusden gevangengenomen. Hij had, in opdracht van Isabella van Spanje, een brief gebracht aan de gouverneur van deze stad, menende dat deze door omkoping de stad aan de Spanjaarden zou willen overdragen. Ophovius werd overgebracht naar de Gevangenpoort, waar hij 21 maanden gevangen werd gehouden en het gevaar liep ter dood te worden veroordeeld. Eind 1624 werd hij, onder internationale druk, vrijgelaten.

## Bisschop
Mede om Ophovius schadeloos te stellen werd hij op 2 juni 1626 benoemd tot bisschop van 's-Hertogenbosch; zijn bisschopswijding vond plaats op 13 september 1626; hij koos voor zich de wapenspreuk: Luce et fructu (met licht en vrucht); maar de vervulling van zijn devies mocht hij niet waarmaken. In 1629 werd 's-Hertogenbosch bij het Beleg van 's-Hertogenbosch veroverd door Frederik Hendrik van Oranje. Ophovius ondertekende mede de capitulatie en moest al spoedig, evenals de andere katholieke geestelijken, de stad verlaten. Hij weigerde een bisschopszetel te Brugge, maar bleef in het Brabantse werken, wat min of meer oogluikend werd toegestaan. Hij vond daarbij onderdak bij Amandus II van Horne op Kasteel Geldrop. Eind 1636 werd hij gesommeerd de Meierij van 's-Hertogenbosch te verlaten, en hij keerde terug naar Lier, waar hij korte tijd later stierf.

## Graf
Zijn praalgraf bevindt zich in de Sint-Pauluskerk (Antwerpen). Het is uitgevoerd in marmer en Avennesteen en is gedateerd 1637. Dit praalgraf, is op aanvraag van Ophovius in 1631 waarschijnlijk ontworpen
door Rubens. Het grafmonument was ongeveer twee jaar vóór Ophovius' dood voltooid. Ophovius' beeld wordt toegeschreven aan Johannes van Mildert. Het is polychroom uitgevoerd maar nu met witte verf overschilderd. Volgens professor dr.Cynthia Lawrence van de Rutgers University in de USA, was alléén het beeld van Ophovius op de cenotaaf aanwezig; later zou men er de madonna bijgevoegd hebben. De madonna is van Jan Glaudius de Cock. Het Jezuskind reikt een rozenkrans aan. Het graf wordt bekroond door een wenende putto in albast, gezeten op een zandloper met in zijn hand een omgekeerde toorts en met zijn voet op een doodshoofd. 